# Carl Friedrich Leopold Hagemann
Carl Friedrich Leopold Hagemann (auch: Leopold Hagemann; * mutmaßlich 1786; † 1868) war ein deutscher Bau- und Landbaumeister sowie Kammerarchitekt. Als Königlich Hannoverscher Beamter wirkte er unter anderem als einer der ersten mit beim Bau der Hannoverschen Eisenbahn.

## Leben

### Familie
Leopold Hagemann war ein Sohn des in Celle tätigen Kanzleidirektors Theodor Hagemann sowie ein Bruder des Amtmannes Georg Ludwig Wilhelm Hagemann, des in Lüneburg tätigen Zolldirektors Th. Hagemann sowie des in Hildesheim tätigen Justizrates Franz Hagemann.

### Werdegang
Carl Friedrich Ludwig Hagemann arbeitete während der Personalunion zwischen Großbritannien und Hannover noch zur Zeit des Kurfürstentums Hannover Anfang des 19. Jahrhunderts zunächst als Baugehilfe des Oberbaurats Christian Ludwig Ziegler, bevor er als „Landbau-Conducteur“ in Celle tätig wurde.
Noch zur sogenannten „Franzosenzeit“ wechselte Hagemann den Dienstherrn und wirkte „[...] etwa ab 1810 [als] Baumeister im großherzogl. Mecklenburg“, diente in Ludwigslust.
Ab dem Jahr 1817 wurde Hagemann als „Kammerarchitekt“ in Hannover tätig, nunmehr im gleichnamigen Königreich gelegen. Als Baurat arbeitete er ab 1818 für „[...] die technische Bearbeitung der Kloster-Bau-Sachen“ der Klosterkammer Hannover. Der Hannoversche Staatskalender verzeichnete ihn ab 1830 als Referent bei der Domänenkammer. Unterdessen arbeitete Hagemann zeitweilig parallel dazu ab 1822 bei der hannoverschen Kriegskanzlei und war dort zuständig für das „Technische des Civil-Bau-Wesens“.
Der Kriegsbaurat Hagemann fertigte im Auftrag der Stadt Hannover ein Gutachten zur Stadterweiterung an, ähnlich wie sie im Folgejahr 1829 auch der Stadtbaurat August Heinrich Andreae vorschlug; später setzte sich allerdings Georg Ludwig Friedrich Laves mit seinen Stadterweiterungsplänen durch. Brieflich stand der Kriegsbaurat Leopold Hagemann in den Jahren 1830 und 1844 mit Laves in Kontakt.
Ab 1843 arbeitete Carl Friedrich Ludwig Hagemann bei der Eisenbahndirektion Hannover.

## Werke (Auswahl)

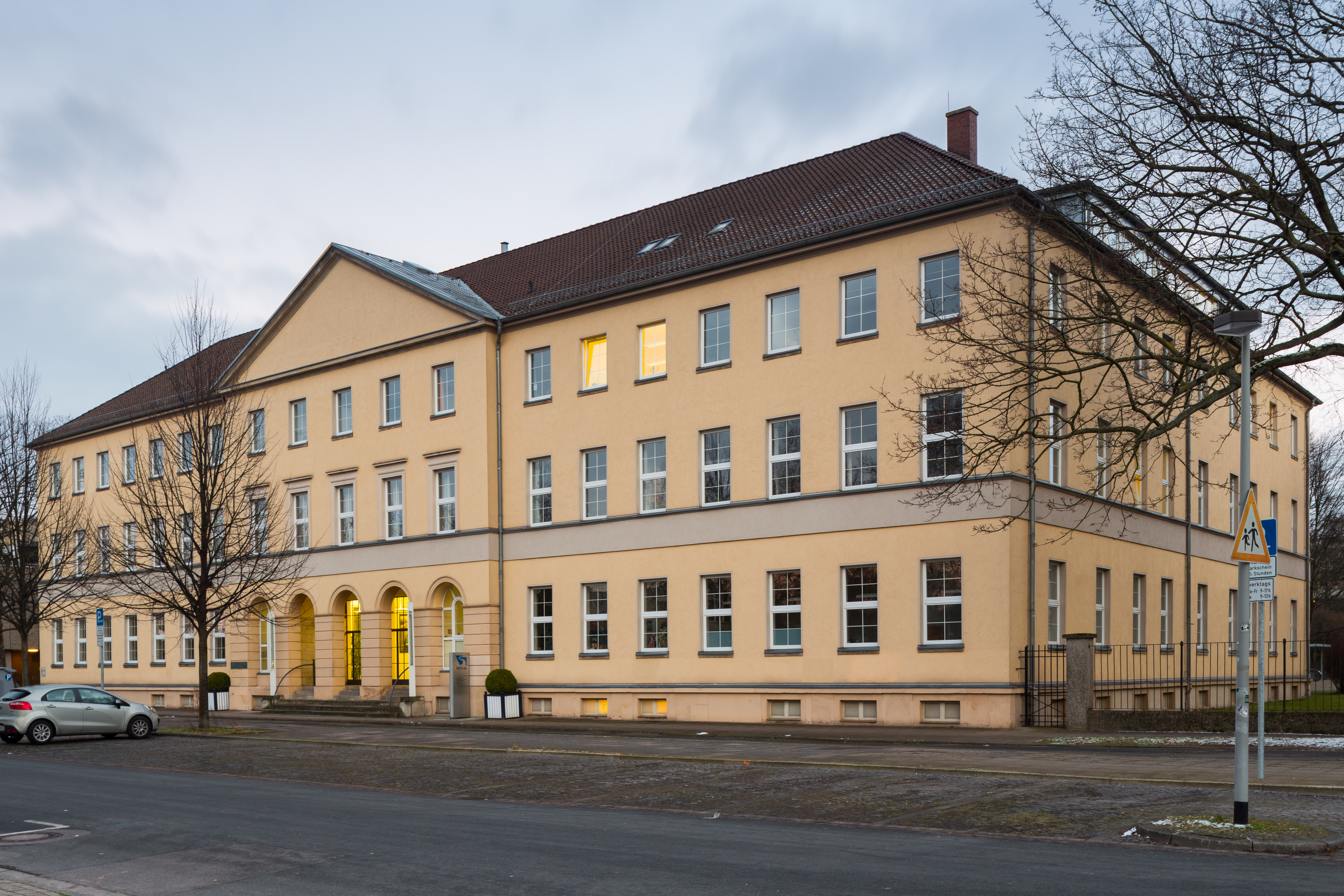
Die 1833 als Königlich Hannoversche Garde-Grenadier-Kaserne am Waterlooplatz; das denkmalgeschützte Gebäude wird heute von der Außenstelle Mitte der GDWS genutzt

- Entwürfe für das städtische Krankenhaus Hannovers in Linden[1]
- um 1829: Militärbekleidungskommission am Knick der Georgstraße; im Jahr 1860 durch einen Verbindungsgang mit dem zuvor von 1834 bis 1837 durch den Architekten Ernst Ebeling errichteten Neubau der hannoverschen Polytechnischen Schule verbunden[6]
- ab 1830 circa: Pläne zur Vereinheitlichung der Bauten des Regierungsgebäudes[2]
- am Waterlooplatz
  - 1831: Bau der Garde-Jäger-Kaserne,[1] als Gegenüber der späteren Garde-Jäger-Kaserne, im Zweiten Weltkrieg zerstört[2]
  - 1833: Bau der Garde-Grenadier-Kaserne,[1] später Wasser- und Schifffahrtsdirektion Mitte und GDWS, Waterloostraße 5[2]
  - 1839: Umbau des Kommandantenhauses zur Kaserne[1]